# Els matins
Els matins és un programa informatiu i d'entreteniment de Televisió de Catalunya emès per TV3 en directe de 8:00 h a 10:30 h L'eix principal del programa és la informació i els serveis. Des del setembre de 2022, està presentat per Ariadna Oltra, que ja ho havia fet entre 2011 i 2014. Anteriorment, han presentat al programa altres periodistes com Josep Cuní (2004 – 2011), Lídia Heredia (2007-2010, 2014-2022) Helena Garcia Melero (2004-2007, 2010-2015), Núria Solé (2015-2017) o Carles Costa (2016-2017).

## Història
Els matins es va estrenar el 23 d'abril de 2004, com a intent del director de TVC Francesc Escribano de reformular la franja de matí. Abans el programa, anomenat Bon dia Catalunya, havia estat presentat per Ramon Pellicer, Jaume Barberà o Joan Oliver. El programa s'ha mantingut des dels seus inicis líder dels matins i ha guanyat un premi Ondas. Josep Cuní va dirigir el programa des dels seus inicis i durant set temporades.
El 2007 la copresentadora Helena Garcia Melero, en la recta final de l'embaràs, va haver de deixar el seu lloc en mans de Lídia Heredia. El gener de 2010, després de la baixa maternal i de presentar el programa Hora Q, García Melero es va reincorporar al programa tornant a exercir de copresentadora al costat de Josep Cuní.
El 10 de juny de 2011 es va conèixer que Josep Cuní, després de set anys dirigint i presentant el programa, abandonaria la cadena per presentar un nou magazín a 8tv. D'aquesta manera, el 22 de juliol de 2011 Josep Cuní va presentar el seu darrer Els matins i el setembre iniciava el seu nou magazin 8 al dia.
Des de la vuitena temporada (2011/2012) va ser presentat per Ariadna Oltra i Helena Garcia Melero. El gener de 2014 Lídia Heredia va substituir Ariadna Oltra que va presentar .CAT, un espai informatiu nocturn setmanal a TV3 presentat per Manel Sarrau, fins llavors director d'Els matins. Carme Ros va ser-ne la directora.

## Audiències
| Temporada   | Quota | Espectadors |
| ----------- | ----- | ----------- |
| 2004        |       |             |
| 2005 – 2006 |       |             |
| 2006 – 2007 |       |             |
| 2007 – 2008 |       |             |
| 2008 – 2009 |       |             |
| 2009 – 2010 | 20,4% | 102.000     |
| 2010 – 2011 | 21,1% | 117.000     |
| 2011 – 2012 | 17,8% | 99.000      |
| 2012 – 2013 | 17,7% | 108.000     |
| 2013 - 2014 |       |             |
| 2014 - 2015 | 15,8% | 85.000      |
| 2015 - 2016 | 14,8% | 76.000      |
| 2016-2017   |       |             |
| 2017-2018   |       |             |
| 2018-2019   |       |             |
| 2019-2020   |       |             |
| 2020-2021   |       |             |
| 2021-2022   | 14,9% |             |

## Premis
- Guanyador dels premis ARC 2014 al millor mitjà de comunicació o programa musical[13]